# Get Lost (The Magnetic Fields)
Get Lost è un album in studio del gruppo musicale statunitense The Magnetic Fields, pubblicato nel 1995.

## Tracce
1. Famous
2. The Desperate Things You Made Me Do
3. Smoke and Mirrors
4. With Whom to Dance?
5. You and Me and the Moon
6. Don't Look Away
7. Save a Secret for the Moon
8. Why I Cry
9. Love Is Lighter Than Air
10. When You're Old and Lonely
11. The Village in the Morning
12. All the Umbrellas in London
13. The Dreaming Moon

## Musicisti
- Stephin Merritt - voce, strumenti
- Claudia Gonson - batteria, voce, ukulele
- Sam Davol - violoncello, flauto
- John Woo - chitarra, banjo
- Julie Cooper - basso
- Natalie Lithwick - voce francese